# Doete de Troyes
Doëte de Troyes (1220 -1265) est une trouveresse  et ménestrelle du Moyen Âge dont l’œuvre n'existe plus que sous la forme de fragments.

## Biographie
Doëte faisait partie des trouvères et ménestrels présents à la cour de Conrad IV de Hohenstaufen (1228-1254) à Mayence avec son frère,. Sa présence est mentionnée dans Le roman de la Rose ou Guillaume de Dôle qui cite un couplet d'une de ses chansons :
De Troies la bêle Doete

I chantoit ceste chançonete :

Quant revient la seson

Que l'herbe reverdoie,
La belle Doete de Troyes 

 y chantait cette chansonnette :

“Quand revient la saison…/…
Elle est également citée dans le Recueil de Claude Fauchet, première anthologie française de poésie médiévale.
L'épithète « belle » lui est resté attachée mais ses autres talents étaient reconnus, dont sa poésie et sa voix. L'empereur lui faisant une cour trop pressante, la trouveresse repoussa ses avances par un poème intitulé « L'aigle, ez haultz cieulx, oit dolce colombe ».
Le poète Auguste de Labouïsse-Rochefort a fait une traduction-imitation du couplet Quant revient la seyson que l'herbe reverdoie dans son recueil Les Amours à Éléonore qui débute ainsi : Quand revient la saison de la tendre verdure.

## Postérité
Une chanson de toile commence par les deux mots « Belle Doëte », sans que l'on puisse affirmer qu'il s'agit de Doëte de Troyes.
« Belle Doëtte à sa fenêtre se tient ».